# Jens Rydström
Jens Rydström, född 1955, är en svensk historiker och professor emeritus i genusvetenskap vid Lunds universitet. Hans forskning fokuserar på skärningspunkterna mellan sexualitet, funktionsnedsättning, queerteori och historien om statlig reglering, aktivism och levda erfarenheter i Nordeuropa. Han är särskilt känd för sitt arbete kring homosexualitetens historia, sexuell politik, funktionsrätt och queer aktivism i de nordiska länderna.

## Karriär
Rydström disputerade i historia vid Stockholms universitet år 2001 med avhandlingen Sinners and Citizens: Bestiality and Homosexuality in Sweden, 1880–1950, som senare gavs ut av University of Chicago Press 2003. År 2008 anställdes han som lektor i genusvetenskap vid Lunds universitet, blev docent i historia 2010 och utnämndes till professor i genusvetenskap 2012. Han är en av få män i Sverige som innehar en professur i ämnet genusvetenskap.

## Utvalda publikationer
- Sex och Funktionshinder i Danmark och Sverige: Hur man hjälper och hur man stjälper (tillsammans med Don Kulick). Lund: Studentlitteratur, 2021.
- Kvinnor, män och alla Andra: En svensk genushistoria. (tillsammans med David Tjeder.) Lund: Studentlitteratur, 2021.
- Undantagsmänniskor: En svensk HBTQ-historia med utblickar i världen. (tillsammans med Svante Norrhem & Hanna Markusson Winkvist.) Lund: Studentlitteratur, 2015.